# Paweł Kaczorowski (Fußballspieler)
Paweł Kaczorowski (* 22. März 1974 in Zduńska Wola, Polen) ist ein ehemaliger polnischer Fußballprofi.

## Vereinskarriere
Kaczorowski lernte das Fußballspielen bei LZS Rychłocice und Pogoń Zduńska Wola, wo er in seiner Jugend spielte. 1998 wechselte er dann zum damaligen Erstligisten KSZO Ostrowiec Świętokrzyski. Außerdem spielte er auch noch für Lech Posen, Polonia Warschau, Legia Warschau und Wisła Kraków in der polnischen Ekstraklasa (140 Spiele / 5 Tore) und für Śląsk Wrocław, Warta Posen und GKP Gorzów Wielkopolski in der 2. Liga (66 Spiele / 4 Tore). Nachdem er 2010 seine aktive Karriere bereits beendet hatte, kehrte Kaczorowski 2011 wieder auf den Fußballplatz zurück und spielte zwei Saisons für den 3. Ligisten Tur Turek. Danach spielte er noch für verschiedene Amateurteams wie Kolejorz Posen oder die Altherren von Lech Posen, für Jutrzenka Warta in der 5. polnischen Liga und schließlich für den norwegischen Verein Hallingdal FK.

## Nationalmannschaft
In der polnischen Nationalmannschaft debütierte er am 26. Januar 2000 gegen Spanien (0:3). Sein letztes Spiel machte er am 29. Mai 2005 gegen Albanien (1:0). Insgesamt bestritt er 14 Partien für die „Weiß-Roten“ und erzielte 1 Tor.

## Erfolge
- 2× Polnischer Pokalsieger (2001 und 2004)
- 1× Polnischer Supercupsieger (2004)

## Wissenswertes
Sein jüngerer Bruder Marcin Kaczorowski war ebenfalls Profifußballer beim KSZO Ostrowiec Świętokrzyski.
| Personendaten    | Personendaten             |
| ---------------- | ------------------------- |
| NAME             | Kaczorowski, Paweł        |
| KURZBESCHREIBUNG | polnischer Fußballspieler |
| GEBURTSDATUM     | 22. März 1974             |
| GEBURTSORT       | Zduńska Wola              |